# 외젠 카리에르
외젠 카리에르(프랑스어: Eugène Carrière, 1849년 1월 16일 ~ 1906년 3월 27일)는 프랑스의 상징주의 화가이다. 그는 오귀스트 로댕과 매우 친밀한 사이였고, 그의 작품은 피카소에게 영향을 줬다. 카리에르의 흑백 양식은 피카소의 청색 시대에 잘 나타나 있다.

## 개요
카리에르는 소년 시절 석판화가의 문하생이 되지만, 후에 회화를 그린다. 처음은 신중한 생활을 했는데, 마음에 떠오르는 영상(影像)을 화면에 그려보는 것을 궁리했다. 그 때문에 색채를 다 쓰지 않고 단색으로 그려서 빛과 그림자의 관계를 깊게 하여, 인물을 음영(陰影)에 매몰되듯 녹여서 그리고 있다. 박력과는 먼 표현이지만, 인상(人像)에는 꿈속을 보는 듯한 호소력이 있으며, 모성애를 그린 작품은, 부드럽고 단아함을 머금고 있다.

## 같이 보기
- 오귀스트 로댕
- 폴 베를렌
- 스테판 말라르메
- 피카소의 청색 시대
- 상징주의
- 세기말